# Allison Taylor
 (février 2011).
Si vous disposez d'ouvrages ou d'articles de référence ou si vous connaissez des sites web de qualité traitant du thème abordé ici, merci de compléter l'article en donnant les références utiles à sa vérifiabilité et en les liant à la section « Notes et références ».
Allison Taylor est un personnage fictif de la série télévisée 24 heures chrono, interprétée par Cherry Jones. Il s'agit de la Présidente des États-Unis.

## Biographie

### Rédemption
Allison Taylor devient Présidente des États-Unis dans le téléfilm 24:Rédemption (24:Exil en français) — qui se déroule le jour de son investiture et qui fait le lien entre les saisons 6 et 7 — et dans les saisons 7 et 8. C'est la première femme à devenir présidente des États-Unis. Elle a connu des soucis avec sa fille, qui a divulgué aux médias des secrets concernant son adversaire politique.

### Saison 7
Dans la saison 7, elle doit faire face aux doutes de son mari quant à la mort accidentelle de leur fils. Au fil de la saison, ces doutes s'avèreront exacts. Elle reçoit le Premier Ministre Ule Matobo du Sangala pour renforcer son pouvoir dans son pays qui a été victime d'un coup d'état militaire par le Général Juma.
Elle ordonne une intervention au Sangala pour mettre un terme aux massacres qui s'y déroule, mais le Colonel Dubaku parvient à se procurer un module informatique capable de prendre le contrôle des infrastructures critiques du pays, et s'en sert pour provoquer des catastrophes. Quand ce module sera détruit, il prendra le mari de la présidente en otage, en vain. Il sera arrêté par Jack Bauer et le FBI, qui récupèrent une liste contenant ses collaborateurs au sein des agences et du gouvernement américain.
Mais peu après cette arrestation, la Maison-Blanche est victime d'un assaut et d'une prise d'otages mené par le Général Juma et sa garde présidentielle, aidé en sous-main par un américain haut placé, Jonas Hodges, PDG de Starkwood, société militaire privée travaillant pour le département de la Défense. La présidente sera obligée de sortir de la pièce sécurisée de la Maison-Blanche pour sauver la vie de sa fille Olivia, menacée par Juma. Il la forcera à lire en direct une déclaration, dans laquelle elle s'accuse d'être responsable de crimes de guerres qui n'ont jamais eu lieu. Juma sera finalement abattu par Bauer, qui découvre son lien avec Jonas Hoges.
Il s'avère ensuite qu'Hodges était aussi derrière l'assassinat du fils de la présidente. Il se montrera par la suite coupable d'avoir fait venir une arme biologique sur le sol américain. Disposant de missiles balistiques Python V chargés d'agents pathogènes, il menace de lancer une attaque biologique sur le territoire national si la Présidente ne fait pas des sociétés militaires privées l'acteur principal en matière de défense et de sécurité nationale, Starkwood en premier. Son plan étant mis en échec par Jack Bauer et Tony Almeida, la Présidente le fait arrêter, apprenant par là qu'il n'était pas seul. Pour obtenir des informations sur le groupe auquel il appartient, elle n'hésite pas à le gracier, même en sachant qu'il a commandité de l'assassinat de son fils.
À la fin de la saison 7, la présidente Taylor, après avoir appris que sa fille (devenue son chef de cabinet à la Maison-Blanche) ordonna le meurtre de Hodges pour venger son frère, sera contrainte de la livrer à la justice, contre l'avis de son mari.

### Saison 8
Dans la saison 8 elle mènera un combat semé d'embûches pour sauver le traité de paix unissant les États-Unis, la Russie, et le Kamistan. Elle mentira à la femme du président du Kamistan, qui succède à son mari, lui-même assassiné par les dirigeants russes qui veulent faire échouer le traité de paix en douce.
Elle ira jusqu'à trahir Jack Bauer pour essayer de lui faire garder le silence sur le rôle joué par les Russes. Dans les derniers épisodes elle est sous l'influence de l'ancien président Charles Logan, qui deviendra son conseiller, celui-ci ira jusqu'à donner l'ordre du tuer Jack Bauer. Dans le dernier épisode, la présidente renonce au traité de paix au dernier moment, alors qu'elle est sur l'estrade avec les deux autres dirigeants.
Elle donne le contre-ordre de ne pas faire tuer Bauer, s'excuse auprès de lui, et le laisse quitter le pays. Allison Taylor démissionne de ses fonctions de présidente, se rend au procureur général, et fait acte de ses mensonges et de sa trahison. Elle reconnait avoir violé la constitution américaine.